# Сеад Хакшабанович
Сеад Хакшабанович (серб. Сеад Хакшабановић, нар. 4 травня 1999, Гильтебрук, Швеція) — чорногорський футболіст, атакувальний півзахисник шведського клубу «Мальме» та збірної Чорногорії.

## Клубна кар'єра
Сеад Хакшабанович є вихованцем шведського клубу «Гальмстад», у складі якого дебютував у квітні 2015 року у неповні 16 років. За результатами того сезону клуб вилетів з Аллсвенскан але сам футболіст залишився у команді. Вже за рік своєю результативною грою Гакшабанович допоміг команді повернутися до еліти, а до самого футболіста виявили зацікавленість англійські клуби. Серед яких «Манчестер Юнайтед», «Челсі», «Ліверпуль».
Та у 2017 році підписав п'ятирічний контракт з лондонським «Вест Гем Юнайтед». Але пробитися до основи «молотобійців» Сеад так і не зумів. Тривалий час провів в оренді. Влітку 2018 року він перейшов до іспанської «Малаги», а наступного сезону повернувся до Швеції — у «Норрчепінг». Після завершення орендного терміну підписав з «Норрчепінгом» повноцінний контракт.
У травні 2021 року перейшов до російського «Рубіна». У «Норрчепінгу» назвали цей трансфер найбільшим за всю історію клубу. З казанцями чорногорець підписав п'ятирічний контракт.
26 червня 2024 року підписав чотирирічний контракт зі шведським клубом «Мальме».

## Кар'єра в збірній
З 2014 року Сеад Хакшабанович виступав за юнацькі збірні Швеції. Але у 2017 році він вирішив грати за команду своєї історичної батьківщини — збірну Чорногорії. І у червні 2017 року у товариському матчі проти команди Вірменії Гакшабанович дебютував у складі збірної Чорногорії.

## Титули і досягнення
«Селтік»
- Володар Кубка шотландської ліги: 2022-23
- Чемпіон Шотландії: 2022-23
- Володар Кубка Шотландії: 2022-23

«Мальме»
- Чемпіон Швеції: 2024

Особисті досягнення
- Гравець місяця Аллсвенскан (2): вересень 2019[9], червень 2020[10]